# Римокатоличка црква Свете Ане у Шапцу
Римокатоличка црква Свете Ане, краће и месно Католичка црква, богослужбени је храм у граду Шапцу. Црква је храм Београдске надбискупије Римокатоличке цркве. Подигнута је 1928. године као прва римокатоличка црква у Србији изван Београда, после Првог светског рата и четрнаест година након злодела у Мачви и Шапцу, којом је српски народ у име југословенског јединства и хришћанске љубави заборавио и опростио злодела коју над њим починили хрватски војници у аустроугарској војсци.
Црква је евидентирана у бази непокретних културних добара у Републици Србији актом Завода за заштиту споменика културе „Ваљево” (бр. 263 од 26. новембра 2001) и да као непокретно културно добро има „вредна историјска и споменичка својства”, иако није утврђена за споменик културе.

## Аустроугарски злочини у Шапцу и Мачви (1914)
Догађаји који су претходили идеји и потреби за подизањем цркве римокатоличке вере, везани су за злочине које су вршили војници хрватске националности аустроугарске војске и мађарски војници.
Аустроугарска је објавила рат Србији 28. јула 1914. године и истог дана је почела бомбардовање пограничних српских градова. У наредним данима беспоштедно су гађани Београд, Шабац, Обреновац, Гроцка и Смедерево. Аустроугарска балканска војска напала је Србију 12. августа 1914. године с намером да преко Дрине продре ка Ваљеву и Ужицу. Током кратког боравка, због изгубљене битке на Церу, на територији Србије (12–24. август 1914) аустроугарска војска је починила монструозна убиства и свирепа недела над српским народом. Другу аустроугарску офанзиву (септембар–октобар 1914) и трећу аустроугарску офанзиву (октобар–децембар 1914) на Србију, пратили су злочини над цивилним становништвом, који нормални људски ум не може разумети, а и тешко описати. Сведоци злочина су били истражитељ Арчибалд Рајс и новинари Анри Барби и Џон Рид, који су своје сведочење објављивали у светским часописима, а касније и у књигама.
Колико је било страдање, јасно говори писање после рата, да је Шабац „српски Верден” или „српска Помпеја”, чији се број становника са 14000 на 7000, смањио за четири године окупације.

## Изградња цркве
Срби су злочине које су у Шапцу и Мачви 1914. године починили мађарски, хрватски и немачки војници аустроугарске војске посматрали и кроз верски контекст. Шабачки гласник је писао да су Турци у Србији били „верски толерантнији, од католичке, у већини Аустроугарске војске” и да „рука Хришћанска, да руши храмове других хришћана, – то се не може ни ратом извинити и оправдати”. Познато је да 1928. године, у време изградње цркве, у Шапцу живело око 60 римокатоличких породица (Глас цркве, август-септембар 1928, 195-196.), односно укупно око 150 грађана римокатоличке вере (Шабачки гласник, 17. јун 1928). Према попису из 1931. године у читавој Мачви живело је 196 римокатолика или 0,3% мачванског становништва.
На молбу надбискупа београдског Рафаела Родића, општина Шабац је 1927. године уступила плац за изградњу римокатоличке цркве. Освећење цркве Свете Ане извршио је 21. октобра 1928. надбискуп београдски, а гости на освећењу су били свештеници Српске православне цркве, представници цивилних и војних власти, римокатоличко свештенство из Срема и Шапчани православне и римокатоличке вероисповести.
Са изградњом цркве основана је и жупа. Два споредна олтара у цркви су 3. новембра 1935. године посвећена, са својим киповима: Блажена Девица Марија и св. Анте Падовански. Кипове од липовог дрвета, који се и данас налазе у цркви, израдио је Драгутин Хорват из Домжала поред Љубљане. Посветио их је Петар Влашић, консултор Београдске надбискупије.

## Иицијатива за рушење
Надбискупија београдска Римокатоличке цркве у Србији покренула је 2008. године иницијативу да се поруши црква Свете Ане и на том месту изгради већу римокатоличку цркву, са изговором да у Надбискупији београдској нису имали сазнања о разлозима за изградњу цркве Свете Ане, јер скоро ништа од архивске грађе није сачувано.
На захтеве Надбискупије није се могло одговорити потврдно и зато римокатоличка црква Свете Ане у Шапцу стоји на месту које јој је наменио Шабац, необичне архитектуре, али са историјом која превазилази сва оспоравања.